# Mellan-Badasjön
Mellan-Badasjön är en sjö i Torsby kommun i Värmland och ingår i Göta älvs huvudavrinningsområde. Sjön är 3,3 meter djup, har en yta på 0,487 kvadratkilometer och befinner sig 114 meter över havet. Sjön avvattnas av vattendraget Badaälven (Östra Jolen). Vid provfiske har bland annat abborre, braxen, gers och gädda fångats i sjön.

## Delavrinningsområde
Mellan-Badasjön ingår i det delavrinningsområde (667591-135116) som SMHI kallar för Utloppet av Mellan-Badasjön. Medelhöjden är 143 meter över havet och ytan är 4,8 kvadratkilometer. Räknas de 19 avrinningsområdena uppströms in blir den ackumulerade arean 213,77 kvadratkilometer. Badaälven (Östra Jolen) som avvattnar avrinningsområdet har biflödesordning 3, vilket innebär att vattnet flödar genom totalt 3 vattendrag innan det når havet efter 361 kilometer. Avrinningsområdet består mestadels av skog (67 procent) och sankmarker (13 procent). Avrinningsområdet har 0,48 kvadratkilometer vattenytor vilket ger det en sjöprocent på 10,1 procent.

## Fisk
Vid provfiske har följande fisk fångats i sjön:
- Abborre
- Braxen
- Gärs
- Gädda
- Löja
- Mört